# Monalisa Găleteanu
Monalisa Găleteanu (n. 23 ianuarie 1964, Slatina, Olt, România) este un politician român, fost deputat în legislatura 2004-2008, aleasă pe listele PSD. Monalisa Găleteanu este doctor în științe economice cu teza de doctorat „Resursele umane în învățământul românesc” (2004). În cadrul activității sale parlamentare, Monalisa Găleteanu a fost membru în grupurile parlamentare de prietenie cu Regatul Suediei, Japonia și Republica Letonia.